# マナセ (ユダ王)
マナセ（英語など：Manasseh 、ヘブライ語: מְנַשֶּׁה mənaššeh、古代ギリシア語: Μανασσής ）は、ユダ王国の王（在位：紀元前687年 - 紀元前642年）。父はヒゼキヤ。

## 生涯
12歳で南王国ユダの第14代の王となり、55年間在位した（列王記下 21:1）。彼の生涯は「列王記下」21章1-18節、「歴代誌下」33章1-20節に記されている。「列王記」は彼を、バアル崇拝、アシタロテ崇拝を再興し、国民を苦しめる不敬虔で邪悪な王として描き、ユダ王国の滅亡の直接的な原因はマナセの罪であったとしている。また、預言者イザヤはマナセによって、のこぎりで切り裂かれて殺害された。
考古学的に見ても、マナセの政策はアッシリアとの朝貢関係が原則となっており、父ヒゼキヤが反アッシリア政策を採り独立を保とうとしたのとは対照的であった。アッシリア側の碑文にも、マナセがエサルハドンに貢ぎ物を納めた者の1人として記録されている。宗主国の神を崇めることは、当時のオリエントでの外交関係では事大のあかしとしてよく見られたことであり、マナセのバアルやアシタロテ信仰への傾倒と、ヒゼキアのユダヤ信仰への傾倒は、事大と自主という世俗的な外交姿勢と対応が見られる。
「列王記」とは対照的に、「歴代誌」はマナセがバビロンに連行された際に改心した後、偶像や悪事を捨てて良い政治を行ったと記している。後者の見方から旧約聖書外典の『マナセの祈り』が著された。死後、息子アモンが王位を継いだが、在位2年ほどで暗殺された。その後を継いだ王が、申命記改革を断行したヨシヤであった。